# Nahum (profeet)

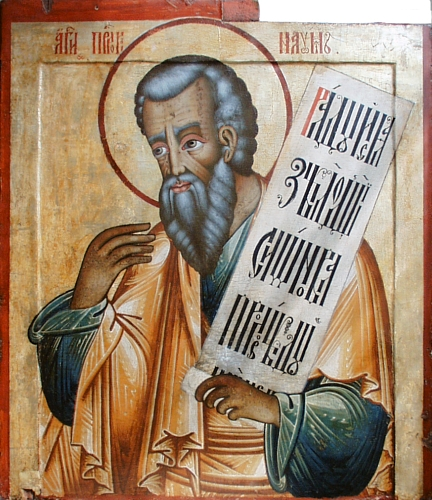
Russisch-orthodox icoon van Nahum

Aan de profeet Nahum (Hebreeuws: נַחוּם, Naḥūm: "Trooster") wordt het gelijknamige boek Nahum in de Hebreeuwse Bijbel toegeschreven dat het zevende is in de serie zogenoemde Kleine profeten. Hij leefde in de 7e eeuw v.Chr.
Over Nahum is alleen bekend dat hij uit de plaats Elkos kwam (Nahum 1:1). Sommige Bijbelgeleerden geloven dat dit Alqosh is, een Irakees stadje gelegen ten noorden van Mosoel. Volgens de overlevering worden in de synagoge van dit stadje zijn stoffelijke resten bewaard. Twee andere mogelijke begraafplaatsen die in historische verslagen worden vermeld, zijn Elkesi in Galilea en Elcesei op de Westelijke Jordaanoever.

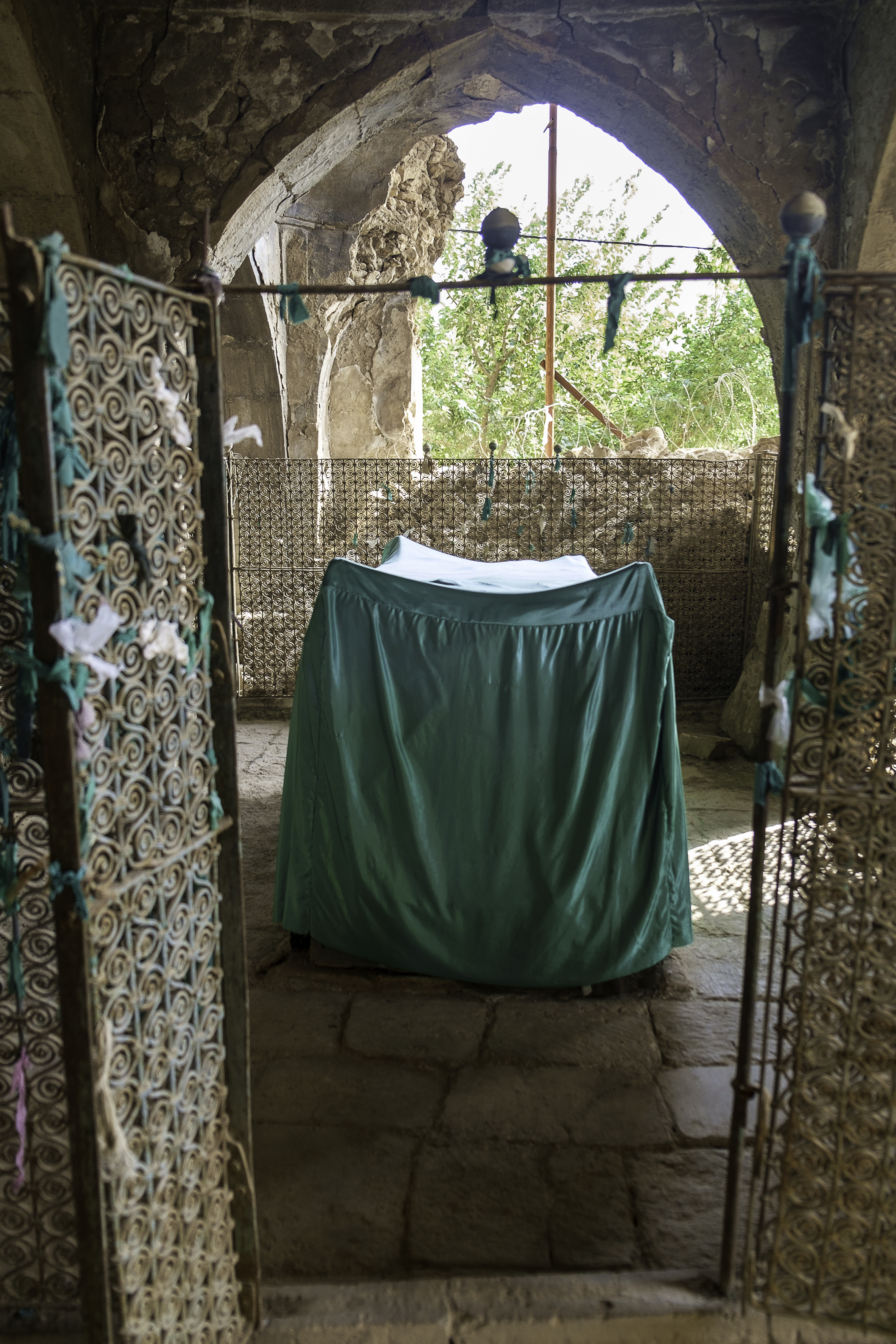
Tombe van Nahum in Alqosh